# ستيان رينجستاد
ستيان رينجستاد (بالنرويجية البوكمول: Stian Ringstad)‏ (29 أغسطس 1991 بالنرويج - ) هو لاعب كرة قدم نرويجي في مركز الدفاع. شارك مع منتخب النرويج تحت 16 سنة لكرة القدم ومنتخب النرويج تحت 17 سنة لكرة القدم ومنتخب النرويج تحت 18 سنة لكرة القدم ومنتخب النرويج تحت 19 سنة لكرة القدم ومنتخب النرويج تحت 21 سنة لكرة القدم ومنتخب النرويج لكرة القدم. أما مع النوادي، فقد لعب مع سبورتينغ براغا ونادي ليلستروم وEidsvold TF ‏.

## وصلات خارجية
- ستيان رينجستاد على موقع اتحاد النرويج (النرويجية)
- ستيان رينجستاد على موقع قاعدة بيانات كرة القدم.إي يو (الإنجليزية)
- ستيان رينجستاد على موقع ناشيونال فوتبول تيمز (الإنجليزية)
- ستيان رينجستاد على موقع Soccerway.com (الإنجليزية)
- ستيان رينجستاد على موقع AS.com (الإسبانية)